# Melanostoma flavipenne
Melanostoma flavipenne är en tvåvingeart som beskrevs av Matsumura 1919. Melanostoma flavipenne ingår i släktet gräsblomflugor, och familjen blomflugor. Inga underarter finns listade i Catalogue of Life.